# Веселе деведесете
Веселе деведесете (енгл. That '90s Show) америчка је телевизијска комедија ситуације коју су створили Бони Тернер, Тери Тернер, Линдси Тернер и Грег Метлер за Netflix. Смештена током лета 1995. године, приказује ликове и места која су раније приказана у њеном претходнику — Веселе седамдесете. Премијера је приказана 19. јануара 2023. године. У фебруару 2023. обновљена је за другу сезону.

## Радња
Серија се усредсређује на Леју Форман, ћерку тинејџерку Ерика Формана и Доне Пинчоти, која ствара везе са другим тинејџерима док проводи лето 1995. са својим бабом Кити и дедом Редом у Појнт Плејсу, 15 година након догађаја из серије Веселе седамдесете.

## Улоге
| Глумац               | Улога       |
| -------------------- | ----------- |
| Дебра Џо Рап         | Кити Форман |
| Куртвуд Смит         | Ред Форман  |
| Кали Хаверда         | Леја Форман |
| Ешли Офдерхејде      | Гвен Ранк   |
| Мејс Коронел         | Џеј Келсо   |
| Рејн Дои             | Ози         |
| Сем Морелос          | Ники        |
| Максвел Ејси Донован | Нејт Ранк   |

## Епизоде
| Бр. еп. | Наслов | Редитељ      | Сценариста                       | Премијера        |
| ------- | ------ | ------------ | -------------------------------- | ---------------- |
| 1       |        | Гејл Манкусо | Грег Метлер                      | 19. јануар 2023. |
| 2       |        | Гејл Манкусо | Криси Пјетрош и Џесика Голдстајн | 19. јануар 2023. |
| 3       |        | Гејл Манкусо | Ендру Ти                         | 19. јануар 2023. |
| 4       |        | Гејл Манкусо | Џејк Ласкер                      | 19. јануар 2023. |
| 5       |        | Гејл Манкусо | Ерин Фоли                        | 19. јануар 2023. |
| 6       |        | Гејл Манкусо | Линдси Тернер                    | 19. јануар 2023. |
| 7       |        | Гејл Манкусо | Клариса Карсон                   | 19. јануар 2023. |
| 8       |        | Гејл Манкусо | Томи Џонагин                     | 19. јануар 2023. |
| 9       |        | Лора Припон  | Криси Пјетрош и Џесика Голдстајн | 19. јануар 2023. |
| 10      |        | Лора Припон  | Грег Метлер                      | 19. јануар 2023. |